# Diskografija Marvina Gayea
Diskografija albuma objavljenih u Americi od R&B i soul izvođača Marvina Gayea. Četrdeset i jedan njegov singl završio je na Billboardovoj Top 40 listi hitova, a osamnaest na Top 10 i tri na prvom mjestu.

## Singlovi
Sljedeći Gayeovi singlovi na popisu objavljeni su s doo wop sastavima "Rainbows", "the Marquees" i "the Moonglows" između 1955. i 1959.
The Rainbows
- 1955: "Mary Lee"
- 1956: "Shirley"

The Marquees
- 1957: "Baby You're the Only One"
- 1958: "Wyatt Earp"

The Moonglows
- 1958: "Twelve Months of the Year"
- 1959: "Mama Loocie"
- 1959: "Blue Skies"
- 1959: "Beatnik"

### Motown
Svi Gayevi singlovi objavljeni od diskografske kuće "Motown Records" i njegovi dueti s Mary Wells u skladbama "Once Upon a Time" i "What's the Matter With You Baby", Dianom Ross skladbe "You're a Special Part of Me", "Stop, Look, Listen (To Your Heart)", "My Mistake (Was to Love You)", "You Are Everything" i "Don't Knock My Love" i zajedno s Ross, Stevie Wonder & Smokey Robinson u skladbi "Pops, We Love You".
| Godina | Naziv skladbe                                                                                       | Billboard Top 100 | R&B/Hip-Hop Top lista | VB Top 75 |
| ------ | --------------------------------------------------------------------------------------------------- | ----------------- | --------------------- | --------- |
| 1961.  | "Let Your Conscience Be Your Guide"                                                                 | -                 | -                     | -         |
| 1962.  | "Sandman"                                                                                           | -                 | -                     | -         |
| 1962.  | "Soldier's Plea"                                                                                    | -                 | -                     | -         |
| 1962.  | "Stubborn Kind of Fellow"                                                                           | 46                | 8                     | -         |
| 1962.  | "Hitch Hike"                                                                                        | 30                | 12                    | -         |
| 1963.  | "Pride & Joy"                                                                                       | 10                | 2                     | -         |
| 1963.  | "Can I Get a Witness"                                                                               | 22                | 3*                    | -         |
| 1963.  | "I'm Crazy 'Bout My Baby" (b-strana "Can I Get a Witness")                                          | 77                | -                     | -         |
| 1964.  | "You Are a Wonderful One"                                                                           | 15                | 3*                    | -         |
| 1964.  | "Once Upon a Time" (sa/Mary Wells)                                                                  | 19                | 3*                    | 50        |
| 1964.  | "What's the Matter With You Baby" (sa/Mary Wells)                                                   | 17                | 2*                    | -         |
| 1964.  | "Try It Baby"                                                                                       | 15                | 6*                    | -         |
| 1964.  | "Baby Don't You Do It"                                                                              | 27                | 14*                   | -         |
| 1964.  | "What Good Am I Without You" (sa/Kim Weston)                                                        | 61                | 28*                   | -         |
| 1964.  | "How Sweet It Is (To Be Loved By You)"                                                              | 6                 | 3                     | 49        |
| 1965.  | "I'll Be Doggone"                                                                                   | 8                 | 1                     | -         |
| 1965.  | "Pretty Little Baby"                                                                                | 25                | 16                    | -         |
| 1965.  | "Ain't That Peculiar"                                                                               | 8                 | 1                     | -         |
| 1966.  | "One More Heartache"                                                                                | 29                | 4                     | -         |
| 1966.  | "Take This Heart of Mine"                                                                           | 44                | 16                    | -         |
| 1966.  | "Little Darling (I Need You)"                                                                       | 47                | 10                    | 50        |
| 1966.  | "It Takes Two" (sa/Kim Weston)                                                                      | 14                | 4                     | 16        |
| 1967.  | "Ain't No Mountain High Enough" (sa/Tammi Terrell)                                                  | 19                | 3                     | -         |
| 1967.  | "Your Unchanging Love"                                                                              | 33                | 7                     | -         |
| 1967.  | "Your Precious Love" (sa/Tammi Terrell)                                                             | 5                 | 2                     | -         |
| 1967.  | "If I Could Build My Whole World Around You" (sa/Tammi Terrell)                                     | 10                | 2                     | 41        |
| 1967.  | "You"                                                                                               | 34                | 7                     | -         |
| 1968.  | "If This World Were Mine" (sa/Tammi Terrell; b-strana "If I Could Build My Whole World Around You") | 68                | 27                    | -         |
| 1968.  | "Ain't Nothing Like the Real Thing" (w/Tammi Terrell)                                               | 8                 | 1                     | 34        |
| 1968.  | "You're All I Need to Get By" (sa/Tammi Terrell)                                                    | 7                 | 1                     | 19        |
| 1968.  | "Chained"                                                                                           | 32                | 8                     | -         |
| 1968.  | "Keep On Lovin' Me Honey" (sa/Tammi Terrell)                                                        | 24                | 11                    | -         |
| 1968.  | "You Ain't Livin' Till You're Lovin'" (sa/Tammi Terrell)                                            | -                 | -                     | 21        |
| 1968.  | "His Eye Is On The Sparrow"                                                                         | -                 | -                     | -         |
| 1968.  | "I Heard It Through the Grapevine"                                                                  | 1                 | 1                     | 1         |
| 1969.  | "Good Lovin' Ain't Easy to Come By" (sa/Tammi Terrell)                                              | 30                | 11                    | 26        |
| 1969.  | "Too Busy Thinking About My Baby"                                                                   | 4                 | 1                     | 5         |
| 1969.  | "That's the Way Love Is"                                                                            | 7                 | 2                     | -         |
| 1969.  | "Abraham, Martin & John"                                                                            | -                 | -                     | 9         |
| 1969.  | "What You Gave Me" (sa/Tammi Terrell)                                                               | 49                | 6                     | -         |
| 1969.  | "How Can I Forget"                                                                                  | 41                | 18                    | -         |
| 1970.  | "Gonna Give Her All The Love I Got"                                                                 | 67                | 26                    | -         |
| 1970.  | "The Onion Song" (sa/Tammi Terrell)                                                                 | 50                | 18                    | 9         |
| 1970.  | "California Soul" (sa/Tammi Terrell)                                                                | 56                | -                     | -         |
| 1970.  | "The End of Our Road"                                                                               | 40                | 7                     | -         |
| 1971.  | "What's Going On"                                                                                   | 2                 | 1                     | -         |
| 1971.  | "Mercy Mercy Me (The Ecology)"                                                                      | 4                 | 1                     | -         |
| 1971.  | "Inner City Blues (Make Me Wanna Holler)"                                                           | 9                 | 1                     | -         |
| 1971.  | "Save the Children"                                                                                 | -                 | -                     | 41        |
| 1972.  | "You're the Man"                                                                                    | 50                | 7                     | -         |
| 1972.  | "Trouble Man"                                                                                       | 7                 | 4                     | -         |
| 1972.  | "I Want To Come Home For Christmas"                                                                 | -                 | -                     | -         |
| 1973.  | "Let's Get It On" 1                                                                                 | 1                 | 1                     | 31        |
| 1973.  | "You're a Special Part of Me" (sa/Diana Ross)                                                       | 12                | 4                     | -         |
| 1973.  | "Stop, Look, Listen (To Your Heart)" (sa/Diana Ross)                                                | -                 | -                     | 25        |
| 1973.  | "Come Get to This"                                                                                  | 21                | 3                     | -         |
| 1974.  | "You Sure Love to Ball"                                                                             | 50                | 13                    | -         |
| 1974.  | "My Mistake (Was to Love You)" (sa/Diana Ross)                                                      | 19                | 15                    | -         |
| 1974.  | "Don't Knock My Love" (sa/Diana Ross)                                                               | 46                | 25                    | -         |
| 1974.  | "You Are Everything" (sa/Diana Ross)                                                                | -                 | -                     | 5         |
| 1974.  | "Distant Lover (uživo)"                                                                             | 28                | 12                    | -         |
| 1976.  | "I Want You"                                                                                        | 15                | 1                     | -         |
| 1976.  | "After The Dance"                                                                                   | 74                | 14                    | -         |
| 1977.  | "Got to Give It Up"                                                                                 | 1                 | 1                     | 7         |
| 1978.  | "Pops, We Love You" (sa/Diana Ross, Stevie Wonder & Smokey Robinson)                                | 59                | 26                    | 66        |
| 1979.  | "A Funky Space Reincarnation"                                                                       | 1062              | 23                    | -         |
| 1979.  | "Anger" (Kanadsko izdanje)                                                                          | -                 | -                     | -         |
| 1979.  | "Ego Tripping Out"                                                                                  | -                 | 17                    | -         |
| 1981.  | "Praise"                                                                                            | 1013              | 18                    | -         |
| 1981.  | "Heavy Love Affair"                                                                                 | -                 | 61                    | -         |

- 1 Singl je imao zlatnu nakladu u digitalnoj verziji
- 2 Skladba je zauzela šesto mjesto na Billboardovoj Top 100 listi iz 1979.
- 3 Skladba je zauzela prvo mjesto na Billboardovoj Top 100 listi iz 1981.

### Columbia
Popis šest singlova objavljenih od diskografske kuće "Columbia Records"
| Godina | Naziv skladbe        | SAD pop Top lista | SAD R&B Top lista | SAD dance Top lista | VB pop Top lista |
| ------ | -------------------- | ----------------- | ----------------- | ------------------- | ---------------- |
| 1982.  | "Sexual Healing" 4   | 3                 | 1                 | 8                   | 4                |
| 1983.  | "My Love Is Waiting" | -                 | -                 | -                   | 34               |
| 1983.  | "'Til Tomorrow"      | -                 | 78                | -                   | -                |
| 1983.  | "Joy"                | -                 | 31                | -                   | -                |
| 1985.  | "Sanctified Lady"    | 101 5             | 2                 | 57                  | 41               |
| 1985.  | "It's Madness"       | -                 | 55                | -                   | -                |
| 1985.  | "Just Like"          | -                 | -                 | -                   | -                |

- 4 Singl je imao Platinatu nakladu u standarnoj verziji i zlatnu u digitalnoj.

- 5 Skladba je zauzela prvo mjesto na Billboardovoj Top 100 listi iz 1985.

### Postumna izdanja
Skladbe od Marvina Gayea koje izlaze postumno:
| Godina | Naziv skladbe                             | SAD pop Top lista | S R&B Top lista | VB pop Top lista |
| ------ | ----------------------------------------- | ----------------- | --------------- | ---------------- |
| 1986.  | "The World Is Rated X"                    | -                 | -               | 95               |
| 1991.  | "My Last Chance"                          | -                 | 16              | -                |
| 1994.  | "Lucky Lucky Me"                          | -                 | -               | 67               |
| 2001.  | "Music" (zajedno s Erickom Sermonom)      | 21                | 2               | 36               |
| 2005.  | "Let's Get It On (The M.P.G. Groove Mix)" | -                 | 94              | -                |

## Albumi

### Solo albumi
Svi albumi Marvina Gayea koji su objavljeni od diskografske kuće "Tamla" u duetu zajedno s Mary Wells & Diana Ross, i izdavačke kuće "Motown".
- 1961: The Soulful Moods of Marvin Gaye
- 1962: That Stubborn Kinda Fellow
- 1963: Marvin Gaye Recorded Live on Stage
- 1964: When I'm Alone I Cry
- 1964: Hello Broadway
- 1965: How Sweet It Is to Be Loved by You (R&B #4, SAD #128)
- 1965: A Tribute to the Great Nat "King" Cole
- 1966: Moods of Marvin Gaye (R&B #8, SAD #118)
- 1967: Marvin Gaye at the Copa (otkazan; kasnije objavljen 2005.)
- 1968: In the Groove (reizdanje iz 1969.  I Heard It Through the Grapevine) (R&B #2, ADS #63)
- 1969: M.P.G. (R&B #1, SAD #40)
- 1970: That's the Way Love Is (R&B #17, SAD #189)
- 1971: What's Going On (R&B #1, SAD #6) [Gold]
- 1972: You're the Man (povučen)
- 1972: Trouble Man (R&B #3, SAD #14)
- 1973: Let's Get It On (R&B #1, SAD #2)
- 1974: Marvin Gaye Live! (R&B #1, SAD #8)
- 1976: I Want You (R&B #1, SAD #4)
- 1977: Live at the London Palladium (R&B #1, SAD #3)
- 1978: Here, My Dear (R&B #4, SAD #26)
- 1979: Love Man (otkazan)
- 1981: In Our Lifetime (R&B #6, SAD #32)
- 1997: Vulnerable

### Duet albumi
Marvin Gaye & Mary Wells
- 1964: Together (SAD #42)

Marvin Gaye & Kim Weston
- 1966: Take Two (R&B #24)

Marvin Gaye & Tammi Terrell
- 1967: United (R&B #7, SAD #69)
- 1968: You're All I Need (R&B #4, SAD #60)
- 1969: Easy (SAD #184)

Diana Ross & Marvin Gaye
- 1973: Diana & Marvin (R&B #7, SAD #26)

### Columbia Records izdanja
Popis tri album koje je objavila diskografska kuća "Columbia Records"
- 1982: Midnight Love (R&B #1, SAD #7) [3x Platinasti]
- 1985: Dream of a Lifetime (postumno) (R&B #8, SAD #41)
- 1985: Romantically Yours (postumno)

### Kompilacije
Sva Motown izdanja
- 1964: Greatest Hits, Vol. 1 (SAD #72)
- 1967: Greatest Hits, Vol. 2 (R&B #19, SAD #178)
- 1969: Marvin Gaye and His Girls (R&B #16, SAD #183)
- 1970: Super Hits (R&B #19, SAD #117)
- 1970: Greatest Hits (sa/Tammi Terrell) (R&B #17, SAD #171)
- 1974: Anthology (verzija #1) (R&B #10, SAD #61)
- 1976: Marvin Gaye's Greatest Hits (R&B #17, SAD #44) [Platinasti]
- 1983: Every Great Motown Hit of Marvin Gaye (SAD #80) [Platinasti]
- 1984: Anthology (verzija #2)
- 1986: Motown Remembers Marvin Gaye (R&B #48, SAD #193)
- 1988: A Musical Testament: 1964-1984 (R&B #69)
- 1988: 18 Greatest Hits
- 1991: The Marvin Gaye Collection (R&B #67)
- 1994: The Norman Whitfield Sessions
- 1994: Love Starved Heart
- 1995: Anthology (verzija #3)
- 1995: The Master: 1961/1984 (box set)
- 1994: Love Starved Heart (EP)
- 2000: 20th Century Masters - The Millennium Collection: The Best of Marvin Gaye, Vol. 1 - the 1960s
- 2001: 20th Century Masters - The Millennium Collection: The Best of Marvin Gaye, Vol. 2 - the 1970s
- 2001: 20th Century Masters - The Millennium Collection: The Best of Marvin Gaye & Tammi Terrell
- 2001: The Complete Duets (sa/Tammi Terrell)
- 2001: Love Songs: Greatest Duets
- 2002: Love Songs: Bedroom Ballads
- 2002: The Very Best of Marvin Gaye (reizdanje iz 2005. Marvin Gaye: Gold) (2002. - R&B #85, SAD #167; 2005. - R&B #95) [Zlatno]

### Posebne publikacije i reizdanja
Sva Motown izdanja
- 1998: Midnight Love and the Sexual Healing Sessions
- 2001: What's Going On (posebno izdanje)
- 2001: Let's Get It On (posebno izdanje)
- 2003: I Want You (posebno izdanje)
- 2007: In Our Lifetime? (posebno izdanje)
- 2007: Here, My Dear (posebno izdanje)

## DVD
- Marvin Gaye: Live in Montreux 1980
- The Real Thing: In Performance (1964-1981)

## Vanjske poveznice
- Marvin Gaye - Rane godine: detalji o objavljenim singlovima u ranim i kasnim 1950-ma
- Marvin Gaye - SAD singlovi: 1961.-1990.
- Marvin Gaye - SAD albumi: 1961.-1985.